# Bernhard Kellermann

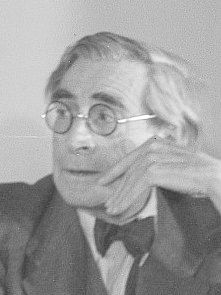
Bernhard Kellermann auf der Tribüne der Goethetage-Veranstaltung 1949

Bernhard Friedrich Wilhelm Kellermann (* 4. März 1879 in Fürth; † 17. Oktober 1951 in Klein Glienicke bei Potsdam) war ein deutscher Schriftsteller. Sein bekanntestes Werk ist der millionenfach verkaufte Science-Fiction-Roman Der Tunnel aus dem Jahr 1913.

## Leben

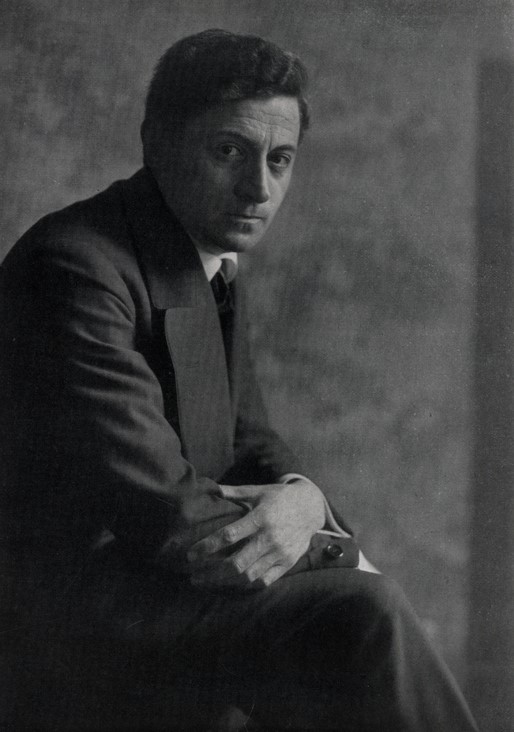
Bernhard Kellermann fotografiert von Marta Wolff (1914)

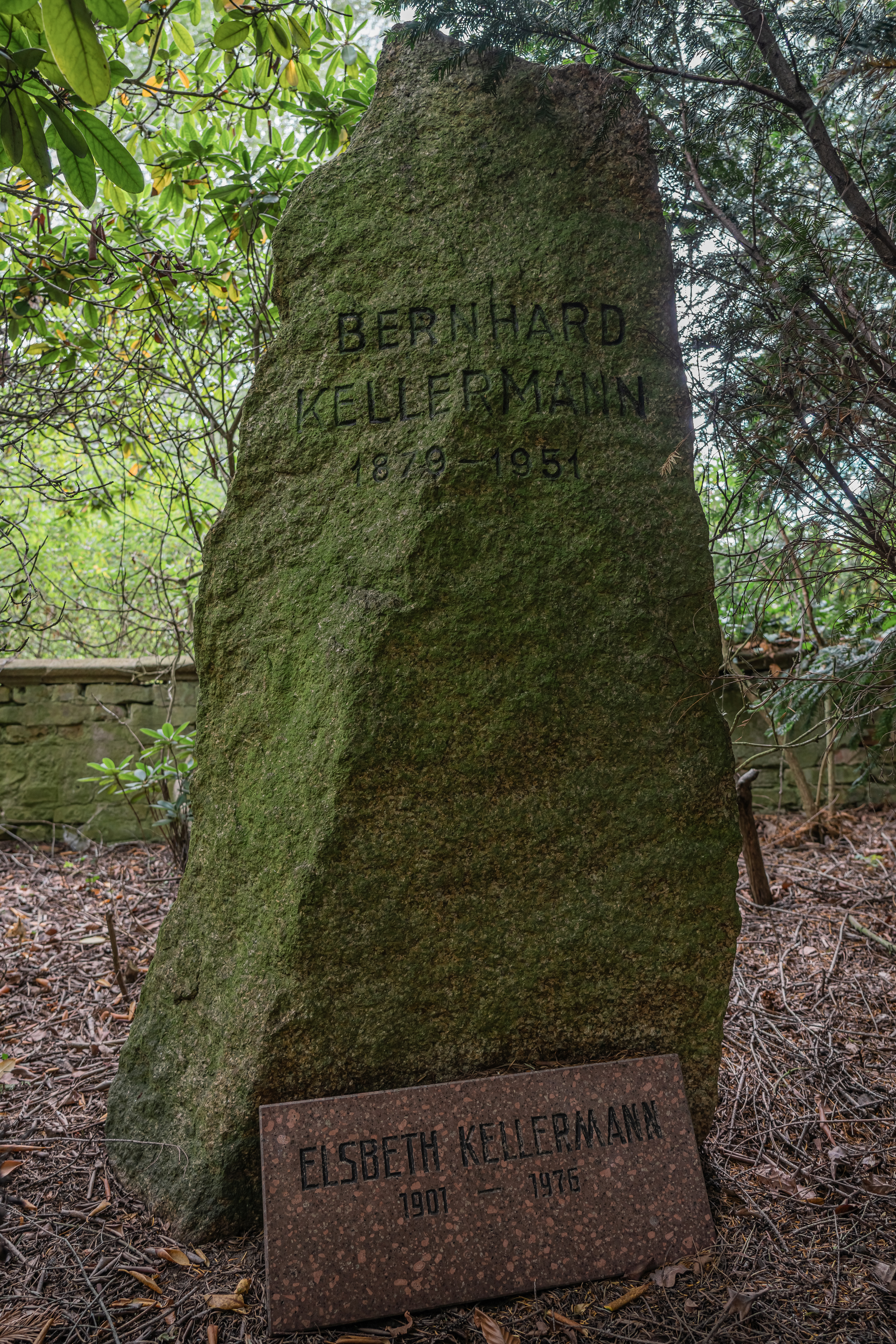
Grab Kellermanns auf dem Neuen Friedhof Potsdam

Bernhard Kellermann, ein Sohn des Fürther Magistratssekretärs Friedrich Kellermann und seiner Frau Margareta Katharina geb. Pfeiffer, nahm 1899 an der Technischen Hochschule in München sein Studium auf, später studierte er Germanistik und Malerei. Ab 1904 machte er sich einen Namen als Romanautor, als eines seiner frühen Werke Yester und Li außerordentlichen Erfolg hatte (und bis 1939 insgesamt 183 Auflagen erlebte). Auch Kellermanns Roman Ingeborg (1906) wurde bis 1939 131-mal aufgelegt.
In den Jahren vor dem Ersten Weltkrieg erschienen Romane und Reiseberichte im Anschluss an Reisen in die USA und Japan. Die Reiseberichte Ein Spaziergang in Japan und Sassa yo Yassa. Japanische Tänze erschienen in den Jahren 1910 und 1911. Der Schweizer Maler und Illustrator Karl Walser illustrierte die Bücher. Sein Roman Das Meer von 1910 wurde 1927 von Peter Paul Felner, Sofar-Film-Produktion GmbH, mit Heinrich George, Olga Tschechowa und Simone Vaudry verfilmt, auch bekannt als „Insel der Leidenschaft“ oder „Die Insel der tausend Sünden“.
1913 erschien sein Hauptwerk Der Tunnel. Es war für den Autor und seinen Verlag ein Riesenerfolg: Die Gesamtauflage überschritt eine Million, und das Werk wurde in 25 Sprachen übersetzt. In Russland wurde es bis 1932 immer wieder gedruckt. Das Buch wurde viermal verfilmt: 1915 als Stummfilm von William Wauer, 1933 als deutsch-französische Produktion unter der Regie von Kurt Bernhardt in der deutschen Version mit Paul Hartmann, Olly von Flint, Attila Hörbiger und Gustaf Gründgens und parallel mit Jean Gabin in einer französischen Fassung sowie schließlich 1935 als englische Produktion unter Maurice Elvey (Drehbuch u. a. Curt Siodmak).
Weniger die vorherige impressionistische und lyrische Prosa markierte nun das Werk Kellermanns – als vielmehr die gesellschaftskritische und realistische Darstellungsweise. Bernhard Kellermann kannte den Maler Moritz Coschell, der für den S.Fischer Verlag und für das Berliner Tageblatt illustrierte. Coschell fertigte ein großes Porträt von Kellermann an; das bedeutende Gemälde wurde in der Großen Berliner Kunstausstellung im Jahre 1909 gezeigt. Im Ersten Weltkrieg arbeitete Kellermann als Korrespondent des Berliner Tageblatts. Mehrere Kriegsberichte wurden veröffentlicht.
1920 erschien der Roman Der 9. November, der sich kritisch mit dem Verhalten von Soldaten und Offizieren gegenüber der Bevölkerung auseinandersetzte. Ab 1922 folgten zahlreiche Novellen und Erzählungen. 1926 wurde Kellermann Mitglied der Preußischen Akademie der Künste, Sektion Dichtung. Obwohl er die von Gottfried Benn verlangte Loyalitätserklärung der Sektion zum NS-Staat unterzeichnet hatte, wurde er am 5. Mai 1933 aus der Akademie ausgeschlossen. Der Roman Der 9. November wurde verboten und öffentlich verbrannt. Kellermann emigrierte nicht, er leistete auch keinen Widerstand, sondern schrieb nun Trivialromane.
Nach dem Zusammenbruch der NS-Diktatur gründete Kellermann zusammen mit Johannes R. Becher den Kulturbund. Er wurde Abgeordneter der Volkskammer der DDR sowie Vorsitzender der Gesellschaft für Deutsch-Sowjetische Freundschaft. Für seinen Roman Totentanz erhielt er 1949 den Nationalpreis der DDR, Literatur/Klasse 2. Sein politisch-kulturelles Engagement in der DDR bewog die westdeutschen Buchhändler, seine Bücher aus dem Angebot zu nehmen und ihn zu boykottieren. Sein Name geriet dadurch in Westdeutschland in Vergessenheit. Noch kurz vor seinem Tode 1951 rief er die Schriftsteller beider deutscher Staaten auf, sich für gesamtdeutsche Beratungen einzusetzen.
Bernhard Kellermann wurde auf dem Neuen Friedhof Potsdam beigesetzt. Sein Grab ist noch vorhanden.

### Familie
Kellermann heiratete 1915 die US-Amerikanerin Mabel Giberson (1878–1926). Nach dem Tod seiner ersten Frau heiratete er 1939 in Berlin-Charlottenburg die Sekretärin Else Michaelis (1901–1976, genannt Ellen Kellermann), die später seine Werke herausgab.

## Darstellung Kellermanns in der bildenden Kunst
- Otto Nagel: Bernhard Kellermann (1949, Öl, 100 × 80 cm)[3]

## Werke
- 1904: Yester und Li : Geschichte einer Sehnsucht (Roman)[4]
- 1906: Ingeborg[5]
- 1909: Der Tor[6]
- 1910: Das Meer (Roman)[7]
- 1910: Ein Spaziergang in Japan (Reisebericht, Berlin: Cassirer)[8]; aktuelle Ausgabe: MONS Verlag, Berlin 2017, ISBN 978-3-946368-22-9
- 1911: Sassa yo Yassa. Japanische Tänze[9] aktuelle Ausgabe:  MONS Verlag, Berlin 2017, ISBN 978-3-946368-21-2)
- 1913: Der Tunnel (Berlin : S. Fischer)[10], mehrere Neuausgaben, u. a. Aufbau Berlin 1950 und 2015 bei Ars Vivendi, ISBN 978-3-86913-585-4.
- 1915: Der Krieg im Westen (Kriegsbericht)[11]
- 1916: Krieg im Argonnerwald (Kriegsbericht)[12]
- 1920: Der 9. November[13]
- 1920 Schwedenklees Erlebnis[14]
- 1922: Die Heiligen (Novelle)[15]
- 1925: Die Brüder Schellenberg, unter dem gleichen Titel 1926 verfilmt, Regie: Karl Grune[16]
- 1925: Die Wiedertäufer von Münster[17]
- 1928: Auf Persiens Karawanenstraßen (Reisebericht)
- 1929: Der Weg der Götter. Indien, Klein-Tibet, Siam (Reisebericht)
- 1932: Die Stadt Anatol[18], auch verfilmt
- 1934: Jang-tse-kiang
- 1935: Lied der Freundschaft
- 1938: Das blaue Band
- 1940: Meine Reisen in Asien
- 1941: Georg Wendlandts Umkehr
- 1945: Was sollen wir tun? (Aufsatz)
- 1948: Totentanz (1948)
- 1948: Wir kommen aus Sowjetrußland (Bericht mit Ellen Kellermann. Mit einer Vorbemerkung von Jürgen Kuczynski. Reihe Deutsche sehen die Sowjetunion)

Postum erschienen:
- Bernhard Kellermann zum Gedenken. Aufsätze, Briefe, Reden 1945–1951 (1952)
- Eine Nachlese 1906–1951 (1979)